# Dietilestilbestrol
El dietilestilbestrol (DES) es un estrógeno sintético utilizado hace años para disminuir el riesgo de aborto en mujeres embarazadas y para tratar problemas de próstata, en los Estados Unidos de América y otros países, incluido España. 
El medicamento causó daños graves a la salud de las hijas de las mujeres que lo consumieron durante el embarazo, entre los que se destaca el desarrollo de adenocarcinoma vaginal de células claras (en hijas de madres que consumieron este estrógeno durante el embarazo). Esta grave enfermedad se manifiesta tras un largo período de latencia, cuando las hijas expuestas 'in utero' alcanzan la pubertad. Ello dificultó la prueba de la identidad de los fabricantes que habían fabricado el estrógeno consumido por las madres respectivas. El Tribunal Superior de California condenó a diversos laboratorios que habían fabricado DES a indemnizar a las víctimas en proporción a su respectiva cuota de mercado (caso Sindell). El caso también se planteó en Holanda. En España se ha discutido si puede aplicarse la misma solución.
El uso prolongado de este medicamento, u otros preparados de estrógeno, puede causar Trombocitopenia Adquirida, por hipoplasia megacariocítica, en individuos susceptibles, esta trombocitopenia puede tardar hasta dos meses en recuperarse después de la suspensión de la hormona.
Las mujeres con antecedentes de exposición intrauterina de dietilestilbestrol tienen una alta incidencia de padecer carcinoma de células claras (Siendo el 5% de todos los casos de cáncer de cérvix).
Tanto las madres como las hijas expuestas al DES durante el embarazo tienen un mayor riesgo de cáncer de mama.
La exposición intrauterina de DES también suele asociarse a embarazo ectópico dando así una alta incidencia como factor de alto riesgo dentro de los últimos años. 
Véase también:
G03CC05, L02AA01